# Platin(II) iodide
Platin(II) iodide là một hợp chất vô cơ của platin và ion iodide với công thức hóa học PtI2.

## Điều chế
Platin(II) iodide có thể thu được bằng cách cho platin phản ứng với iod ở 400 ℃ (tạo thành dạng khối) hoặc bằng cách đun nóng kali hexaiodoplatinat(IV) với nước ở 240 ℃ (tạo dạng đơn tà).

## Tính chất
Platin(II) iodide là chất rắn màu đen không tan trong nước, iodide kiềm, axit nitric, axit clohydric hoặc axit sunfuric. Nó có hai dạng tinh thể, một dạng lập phương và một dạng có cấu trúc tinh thể đơn nghiêng.

## Hợp chất khác
PtI2 còn tạo một số hợp chất với NH3, như cis-PtI2·2NH3 là bột/tinh thể cỡ micromet màu vàng, tan ít trong nước hay PtI2·4NH3 là tinh thể giống ngọc, tan trong nước và bị mất amonia trong dung dịch.